# Cyphocharax voga
Cyphocharax voga és una espècie de peix de la família dels curimàtids i de l'ordre dels caraciformes.

## Morfologia
- Els mascles poden assolir 19,6 cm de llargària total.[5]

## Hàbitat
Viu en zones de clima tropical.

## Distribució geogràfica
Es troba a Sud-amèrica: conques dels rius Paranà i Paraguai, rius costaners de Rio Grande do Sul i del sud de Santa Catarina (Brasil), Uruguai, la regió de Buenos Aires i els rius que desemboquen a l'estuari del riu de La Plata.